# Koraini-Anthi Kiriakopoulou
Koraini-Anthi Kiriakopoulou (griechisch Κοραΐνη-Ανθή Κυριακοπούλου, * 11. März 1993) ist eine griechische Leichtathletin, die sich auf den Mittelstreckenlauf spezialisiert hat.

## Sportliche Laufbahn
Erste internationale Erfahrungen sammelte Koraini-Anthi Kiriakopoulou im Jahr 2017, als sie bei den Balkan-Meisterschaften in Novi Pazar in 4:22,01 min die Silbermedaille im 1500-Meter-Lauf gewann. Im Jahr darauf gelangte sie bei den Mittelmeerspielen in Tarragona mit 4:26,15 min auf Rang zehn und 2022 wurde sie bei den Balkan-Hallenmeisterschaften in Istanbul in 4:25,24 min Fünfte über 1500 m und belegte mit der griechischen 4-mal-400-Meter-Staffel in 3:50,38 min Rang vier. 2024 gewann sie bei den Balkan-Hallenmeisterschaften ebendort in 4:19,12 min die Bronzemedaille hinter der Albanerin Luiza Gega und Burcu Subatan aus der Türkei. Ende Mai belegte sie bei den Balkan-Meisterschaften in Izmir in 4:17,11 min den fünften Platz. Im Jahr darauf verpasste sie bei den Halleneuropameisterschaften in Apeldoorn mit 4:25,82 min den Finaleinzug.
In den Jahren 2017 und 2018 sowie 2021 und 2024 wurde Kiriakopoulou griechische Meisterin im 1500-Meter-Lauf sowie 2018 und 2020 und 2021 und 2024 in der 4-mal-400-Meter-Staffel. Zudem wurde sie 2017 und 2023 Hallenmeisterin über 1500 Meter sowie 2025 in der Mixed-Staffel über 4-mal 400 Meter.

## Persönliche Bestleistungen
- 800 Meter: 2:05,35 min, 22. Juli 2017 in Kavala
  - 800 Meter (Halle): 2:06,83 min, 29. Januar 2023 in Budapest
- 1500 Meter: 4:15,39 min, 3. Juli 2021 in Heusden-Zolder
  - 1500 Meter (Halle): 4:19,12 min, 10. Februar 2024 in Istanbul
- 3000 Meter: 9:43,37 min, 27. Mai 2017 in Kalamata